# Formula Student

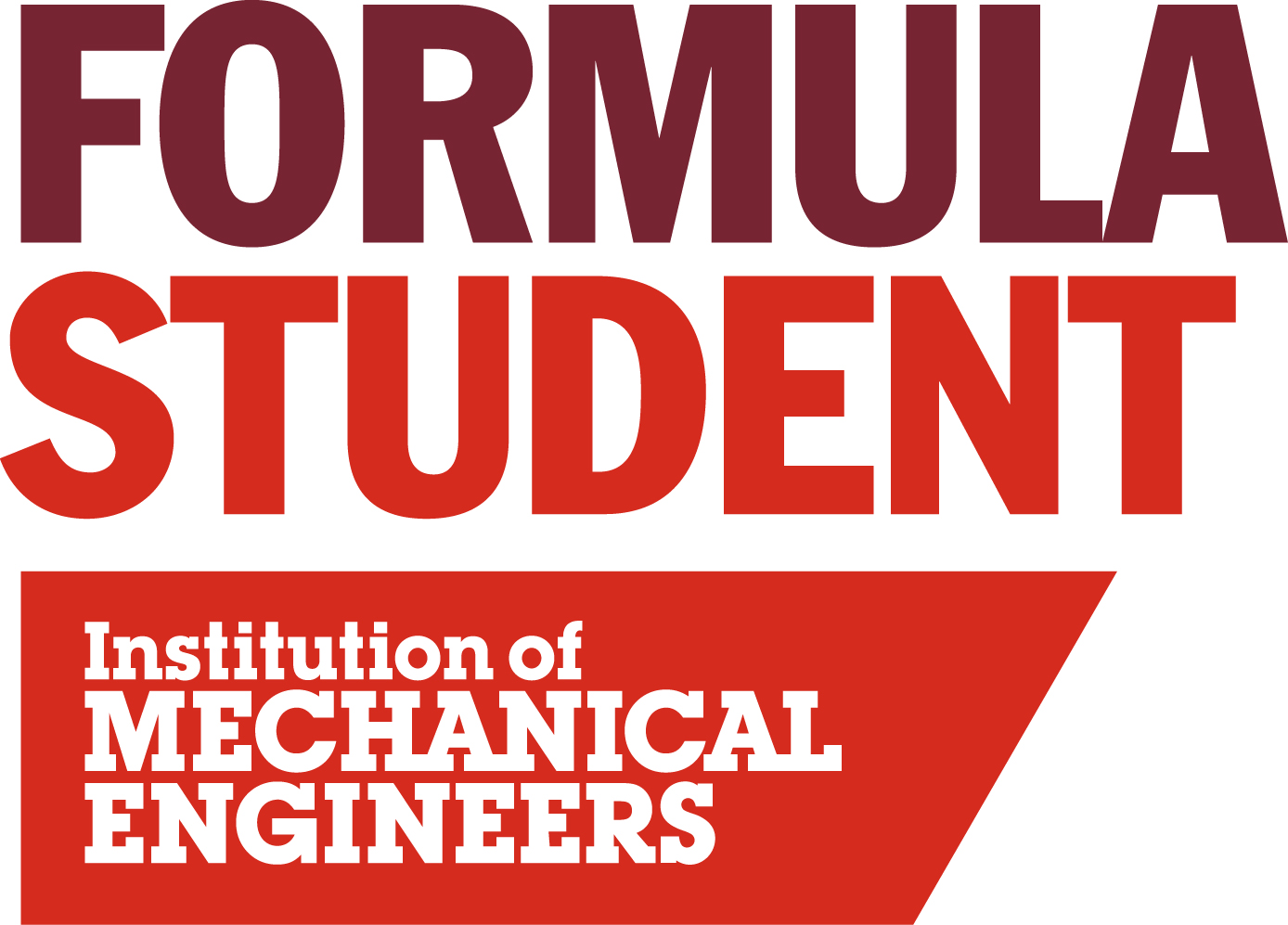
Логотип Formula Student

Formula Student (Формула Студент) — ежегодное студенческое соревнование, этапы которого проходят во многих странах Европы. Команды со всего мира проектируют, строят, тестируют и соревнуются на гоночных машинах класса Формула. В Формуле Студент используется правила Формулы SAE, однако с небольшими дополнениями.
Послами Formula Student являются Дэвид Брэбхэм, Пэдди Лоу, Виллем Тоет, Лина Гэйд, Даллас Кэмпбелл, Майк Гаскойн и Джеймс Эллисон.
Formula Student стала партнером Racing Pride в 2019 году, чтобы обеспечить большую вовлеченность в  Британской индустрии автоспорта.

## Определение классов
На данный момент в Формуле Студент существует 2 класса гоночных болидов, однако до 2012 года их было 4. Перед участием в соревнованиях каждый болид проходит определяющую классификацию.
Очного соревнования (гонки) машин не происходит. Машины оцениваются в различных статических и динамических дисциплинах, включая:
- проектирование автомобиля;
- отчет о стоимости;
- бизнес-план;
- разгон;
- испытание на выносливость;
- экономию топлива.

### Класс 1
Данный класс похож на болиды для соревнований типа SAE и имеет схожие с ним критерии.
Команда должна предоставить гоночный автомобиль, спроектированный и изготовленный студентами исключительно для соревнований подобного вида, а также показать на гонке и на других динамических испытаниях, что автомобиль в рабочем состоянии.
Командам запрещено выставлять прошлогодние автомобили. Это было разрешено только в классе 1А.

### Класс 1А (до 2012 года)
В этом классе выступали автомобили с альтернативным топливом, так как уделялось особое внимание влиянию гоночных машин на окружающую среду. Плюсом класса 1А была возможность использования прошлогоднего болида, что позволяло команде сосредотачиваться на других частях соревнования, а не на проектировании новых элементов авто.
Машины 1А класса оценивались по таким же критериям как и класс 1, однако вместо отчета о стоимости, команда предоставляла анализ автомобиля в гонке на выносливость, а также уделялось внимание к измерению размеров. Команды класса 1А соревновались и получали баллы независимо от класса 1. Но, начиная с 2012 года, автомобили с нефтяным и альтернативным топливом соревнуются вместе, в классе 1.

### Класс 2
В этом классе соревнуются команды, у которых есть только проект автомобиля класса 1. Также они могут представить часть выполненной работы по автомобилю, но это не считается обязательным. Очки они получают только за статические дисциплины.
Университеты могут подать заявки сразу в два класса (класс 1 и класс 2), как правило представителями второго класса являются недавно пришедшие в команду студенты, которые получают навыки и опыт, необходимые для поступления и работы в классе 1.

### Класс 2А (до 2012 года)
В данном классе принимали участие команды, задача которых была схожа с задачей класса 2: спроектировать автомобиль класса 1А, подготовить презентацию проекта, отчет о стоимости автомобиля и бизнес-план. Как и в классе 2, постройка болида или отдельных деталей необязательна. Университеты могли подавать заявки сразу в два класса (класс 1А и класс 2А), что позволяло неопытным студентам приобрести навыки и практику для предстоящей работы в классе 1А.

## Оценивание
Автомобили оцениваются ведущими специалистами по следующим критериям:

### Статические испытания
- Инженерное проектирование (150 баллов);
- Стоимость и Анализ автомобиля (100 баллов);
- Презентация бизнес-плана (75 баллов);
- Техническая инспекция включает в себя 6 тестов: безопасность, шасси, шум, устойчивость, торможение и скутениринг (без баллов);

### Динамические испытания
- Тест на маневренность (восьмерка) (50 баллов);
- 1 км Автокросс/Спринт (150 баллов);
- 75 м ускорение (75 баллов);
- 22 км испытание на выносливость (300 баллов) и экономия топлива (100 баллов);

Победителем соревнования становится команда с наибольшим количеством баллов. Максимально возможное количество 1000 баллов.

## Место проведения
Первые соревнования прошли на испытательном полигоне Motor Industry Research Association (MIRA). 

Далее, с 1999 по 2001 гонки проводились в Национальном выставочном центре в Бирмингеме.  

В 2002—2006 гг. хозяином соревнования стала картинговая трасса Брантингтхорп. 

В 2007 году соревнование переехало в Сильверстоун: еще долгое время динамические испытания проводились на поворотах Бруклэндс и Лаффилд. 
 
Только в 2012 году для этого начали использовать поворот Коупс и пит-стрейт.
На сегодняшний день, этапы соревнований проходят на гоночных трассах многих стран, таких как Хоккенхаймринг в Германии, ТТ Circuit в Нидерландах и т. п.